# Lola Bech i Beltran
Lola Bech i Beltran   (Barcelona, 11 de març de 1903 - Tossa de Mar, 1987) va ser una pintora catalana.

## Biografia
Va estudiar a la Escola de la Llotja, on va guanyar una beca per ampliar la formació a París.
La primera exposició documentada de Lola Bech és de l’any 1926, a les Galeries Laietanes de Barcelona. Des d’aquest moment va participar en diverses exposicions individuals i col·lectives a ciutats com Barcelona, Madrid o Bilbao.
Va ser cofundadora de l'Associació d'Art formada per alumnes de la Llotja, fundada el 1926, junt amb els pintors Josep Amat i Pagès, Josep Barrenechea, Teresa Condeminas i Soler, Carmel Davalillo, Teresa Fábregas i Puig, Francesc Galofré i Suris, Lola Masalles, Manuel Rocamora, Josepa Serraviñals i Furió, Ricard Tárrega i Maurici Vallsquer, entre d'altres. Com a membre d’aquesta entitat, se sap que va participar en les exposicions col·lectives que es van fer els anys 1927 (amb l’obra Danzarina), 1928 i 1930 a les Galeries Laietanes, i el 1933 a les Galeries Syra.
Consta també entre els participants de l’Exposició de Primavera del 1936 que es va fer al Palau de la Metal·lúrgia de Barcelona, organitzada per la Junta Municipal d’Exposicions d’Art, en la qual va presentar la pintura Fruites. Després de la Guerra Civil va seguir exposant a Barcelona. L'any 1940 va presentar sis natures mortes i setze paisatges de Tossa de Mar a la Sala Barcino, els anys 1942, 1944 i 1946 ho va fer a la Galeria Argos, el 1951 a les Galeries Syra i el 1953 a les Galerías de Arte San Jorge. Entre 1955 i 1958 va exposar al Salon des Indépendants de París i el febrer de 1958 va presentar una vintena de paisatges de Tossa a la Galerie Marcel Bernheim de la mateixa ciutat. L'historiador i pintor Rafael Benet, en el catàleg d'aquesta exposició, l'equiparava a les pintores franceses Berthe Morissot, Marie Laurencin, Mary Cassatt i Maria Blanchard.
Les Galeries Syra li van dedicar el 1962 l'exposició retrospectiva 2 épocas pintura, que recollia gairebé quaranta obres pintades a partir dels anys quaranta. L’any 1966 va participar en l'Exposició Nacional de Belles Arts de Barcelona, al Palau Nacional, amb l’oli Trigo. En aquell moment residia a Barcelona. L'any següent ho va fer a l'Estudio de Arte del Club de Radio Barcelona, on va presentar cinc paravents, a la Terraza Martini, i el 1969, amb motiu del 25è aniversari de la fundació de l’Associació d’Art, va prendre part en l'exposició col·lectiva dels membres fundadors de l'entitat. Als anys setanta va mostrar la seva obra de nou a les Galeries Syra (1971 i 1973) i a la galeria Ramon Casas (1977), en la qual el Grup Nonell li va fer un homenatge pels seus cinquanta anys de dedicació a la pintura.
Des dels anys 30 va viure i treballar a Tossa de Mar, on va morir l'any 1987, i on se li ha dedicat un carrer. La seva vinculació amb la població va ser prou important. Lola Bech va ser una de les persones que van liderar la creació del Museu Municipal de Tossa de Mar l’any 1935, junt amb els pintors Rafael Benet, Pere Créixams i George Kars, l'escultor Enric Casanovas i l’arqueòleg Alberto del Castillo, entre d'altres. Allà va contactar amb el grup de pintors i intel·lectuals que hi residien o hi feien estades, com Mark Chagall, André Masson, Metzinger o Georges Kars. Anys després, el 1953, va organitzar el Concurs Internacional Tossa de Mar de Pintura Ràpida, a partir d’una proposta de l'arquitecte i pintor Carlo Bianchi.
El 16 de juliol de 1983, la Pinacoteca Municipal de Tossa, va dedicar-li una retrospectiva. Hi havien dibuixos de quan era petita i també del seu treball com a dissenyadora per a Pertegaz o els dibuixos pels estampats de Montserrat Dalí. En una de les dues entrevistes realitzades per Glòria Bosch al Punt Diari (13 de juliol 1983 i 16 d'agost 1985), explicava que Tossa també li havia donat la possibilitat d'exposar a París a principis dels 50's. Un dia, mentre pintava a la riera, es va acostar una dona francesa que es va interessar en l'obra i, uns dies més tard, va rebre una carta de la galeria Rosenthal oferint-li dates per exposar.
La seva família va ser propietària de la Casa Bech, al barri del Carmel de Barcelona. Casada amb el pintor Rafael Sarabia-Benítez i Ruiz de Esquive. El seu nebot, el compositor Francesc Taverna i Bech, va dedicar-li la composició Els Verds i els Blaus del Mar (en Record a Lola Bech, pintora), dins de l’obra Estampes (1989).
La seva obra s'emmarca dins un corrent impressionista decorativista amb temàtiques florals i paisatgístiques. Les seves obres decoren el Palau del Príncep de Mónaco, estan exposades al Museu d'Art Modern de Barcelona i el Museu d'Art Modern de Madrid i formen part de col·leccions de museus de Girona, França, Bèlgica, Luxemburg, Dinamarca, el Líban i Brasil, entre d'altres. El Ministeri d'Educació de França va adquirir el 1950 un paisatge seu per a formar part del seu fons de patrimoni artístic. El diccionari Ràfols en destaca un estil fresc amb un ús important del color.
El Museu Municipal de Tossa de Mar té quatre pintures de Lola Bech a la col·lecció. També conserven obres de la pintora el Museu de Valls i el fons d’art de la Diputació de Girona.